# A’isza al-Kaddafi
A’isza al-Kaddafi (arab. عائشة القذافي; ur. 1976 w Trypolisie) – libijska adwokat, córka dyktatora Libii Mu’ammara al-Kaddafiego.
A’isza al-Kaddafi jest jedyną córką dyktatora Libii. Jej mężem był płk Ahmad al-Kaddafi al-Kahsi, kuzyn jej ojca. Z wykształcenia jest adwokatem, w lipcu 2004 roku zatrudniła się w kancelarii broniącej obalonego dyktatora Iraku, Saddama Husajna. Zajmowała się działalnością charytatywną, była ambasadorem pokoju ONZ do czasu uchwalenia w lutym 2011 roku rezolucji 1970 Rady Bezpieczeństwa skierowanej przeciwko rządowi jej ojca. Po śmierci męża w nalocie i utracie przez jej ojca Trypolisu z częścią braci i matką uciekła do Algierii, gdzie kilka dni potem urodziła córkę. 29 listopada 2011 r. A’isza al-Kaddafi wystąpiła z odezwą do Libijczyków wzywając ich do powstania przeciwko nowym władzom Libii.
W przeszłości nazywana arabską Claudią Schiffer.
| Fathijja Nuri Chalid | Fathijja Nuri Chalid | Fathijja Nuri Chalid | Fathijja Nuri Chalid | Fathijja Nuri Chalid | Fathijja Nuri Chalid |          |          | Mu’ammar al-Kaddafi | Mu’ammar al-Kaddafi | Mu’ammar al-Kaddafi | Mu’ammar al-Kaddafi | Mu’ammar al-Kaddafi | Mu’ammar al-Kaddafi |               |               | Safijja Farkasz | Safijja Farkasz | Safijja Farkasz | Safijja Farkasz | Safijja Farkasz | Safijja Farkasz |           |           |           |           |  |  |            |            |            |            |            |            |  |  |         |         |         |         |         |         |  |  |        |        |        |        |        |        |  |  |              |              |              |              |              |              |  |  |        |        |        |        |        |        |  |  |  |  |  |  |
| Fathijja Nuri Chalid | Fathijja Nuri Chalid | Fathijja Nuri Chalid | Fathijja Nuri Chalid | Fathijja Nuri Chalid | Fathijja Nuri Chalid |          |          | Mu’ammar al-Kaddafi | Mu’ammar al-Kaddafi | Mu’ammar al-Kaddafi | Mu’ammar al-Kaddafi | Mu’ammar al-Kaddafi | Mu’ammar al-Kaddafi |               |               | Safijja Farkasz | Safijja Farkasz | Safijja Farkasz | Safijja Farkasz | Safijja Farkasz | Safijja Farkasz |           |           |           |           |  |  |            |            |            |            |            |            |  |  |         |         |         |         |         |         |  |  |        |        |        |        |        |        |  |  |              |              |              |              |              |              |  |  |        |        |        |        |        |        |  |  |  |  |  |  |
|                      |                      |                      |                      |                      |                      |          |          |                     |                     |                     |                     |                     |                     |               |               |                 |                 |                 |                 |                 |                 |           |           |           |           |  |  |            |            |            |            |            |            |  |  |         |         |         |         |         |         |  |  |        |        |        |        |        |        |  |  |              |              |              |              |              |              |  |  |        |        |        |        |        |        |  |  |  |  |  |  |
|                      |                      |                      |                      |                      |                      |          |          |                     |                     |                     |                     |                     |                     |               |               |                 |                 |                 |                 |                 |                 |           |           |           |           |  |  |            |            |            |            |            |            |  |  |         |         |         |         |         |         |  |  |        |        |        |        |        |        |  |  |              |              |              |              |              |              |  |  |        |        |        |        |        |        |  |  |  |  |  |  |
|                      |                      |                      |                      | Muhammad             | Muhammad             | Muhammad | Muhammad | Muhammad            | Muhammad            |                     |                     | Sajf al-Islam       | Sajf al-Islam       | Sajf al-Islam | Sajf al-Islam | Sajf al-Islam   | Sajf al-Islam   |                 |                 | As-Sa’adi       | As-Sa’adi       | As-Sa’adi | As-Sa’adi | As-Sa’adi | As-Sa’adi |  |  | Al-Mutasim | Al-Mutasim | Al-Mutasim | Al-Mutasim | Al-Mutasim | Al-Mutasim |  |  | Hanibal | Hanibal | Hanibal | Hanibal | Hanibal | Hanibal |  |  | A’isza | A’isza | A’isza | A’isza | A’isza | A’isza |  |  | Sajf al-Arab | Sajf al-Arab | Sajf al-Arab | Sajf al-Arab | Sajf al-Arab | Sajf al-Arab |  |  | Chamis | Chamis | Chamis | Chamis | Chamis | Chamis |  |  |  |  |  |  |